# Церковь Николая Чудотворца (Ефремов)
Церковь Николая Чудотворца — действующий православный храм в городе Ефремове Тульской области России.

## Описание

### Церковь Николая Чудотворца (старая)
53°08′32″ с. ш. 38°06′46″ в. д.

Точных сведений о первоначальной постройке церкви не имеется. По народному преданию, до 1792 года она была деревянной. В 1792 году была построена небольшая кирпичная церковь, но, согласно новому генеральному плану города Ефремова, её перенесли в другое место (на 2018 год это перекрёсток улиц Комсомольской и М. Горького), где она и находилась до 1832 года. В 1840 году на том же месте построили новую, более вместительную. Церковь представляла собой крупную однокупольную постройку в стиле классицизма с трапезной и колокольней. На месте прежней деревянной построили деревянную часовню, которая сгорела в 1842 и затем на этом месте ефремовский купец Вавилов построил себе дом, а в стене, в память о часовне, был устроен небольшой киот с иконой образа Николая Чудотворца.

В храме имелись придельные алтари: правый — во имя великомученика Иоанна Воина и левый — во имя Казанской иконы Божией Матери. Благодаря большим денежным пожертвованиям купцов Г. П. Нечаева и И. С. Долгова, в 1893 году храм снаружи и внутри был капитально поновлён. Особенно изменился главный иконостас. Он был позолочен и вновь расписан.

В церковный приход входила часть города Ефремова и слободы: Стрелецкая и Суха(и)новская. С 1886 года действовала церковно-прихо́дская школа. Разрушена в середине XX века. Место, где стояла старая церковь, обозначено памятным знаком.

### Церковь Николая Чудотворца (новая)
Современный храм в честь Святителя Николая Чудотворца построен недалеко от места предыдущего нахождения и представляет собой четверик со щипцовыми завершениями фасадов, увенчанный луковичной главкой, с западным притвором и одноярусным над ним звоном.